# Slingsby T.45 Swallow
Dimensions
Le Slingsby Type 45 Swallow a été conçu comme un planeur de club offrant des performances et un prix raisonnables. Il a été un des plus grands succès de Slingsby en termes de vente avec plus de cent exemplaire avant la fin de la production à la suite de l'incendie de l'usine en 1968,.

## Conception et développement
Le Slingsby Swallow est un planeur bois et toile avec des parties coffrées en contreplaqué et d'autres juste entoilées. Son aile haute non haubanée et à extrémité carrée a 3.3° de dièdre. Elle est construite autour d'une partie coffrée en contreplaqué okoumé entre le bord d'attaque et le longeron principal formant boite de torsion. Ses ailerons non équilibrés sont entoilés. Il n'y a pas de volets mais des aérofreins sortant à l'intrados et à l'extrados de l'aile. Le prototype avait 12 m d'envergure mais les  planeurs de série agrandis à 13,05 m d'envergure eurent de meilleures performances.
Le fuselage avant était un semi-monocoque en contreplaqué, le cockpit en plexiglas étant placé juste devant l'aile. La courbure prononcée de la verrière monobloc d'origine a été réduite sur les planeurs postérieurs en le prolongeant la verrière vers l'avant. Dans les deux versions, l'accès se faisait par l'enlèvement de la verrière et du carénage du fuselage environnant. L’ensemble du fuselage était à flanc plat. La partie arrière est entoilée. La dérive et plan fixe de profondeur sont coffrés en contreplaqué et les gouvernes entoilées. Dérive et gouvernail ont un contour anguleux. Le gouvernail non équilibré aérodynamiquement descendant jusqu'à la quille. L’empennage légèrement effilé est monté au-dessus du fuselage et placé suffisamment en avant pour que la charnière du gouvernail se trouve derrière le bord de fuite de la gouverne de profondeur de sorte qu’aucune découpe de la profondeur n’a été nécessaire pour permettre le débattement du gouvernail. L'atterrisseur du Swallow se composait d'un patin en bois amorti par des blocs en en caoutchouc allant du nez à la verticale du bord d’attaque de l’aile, d'une roue fixe non suspendue et d'un petit patin à l’arrière.

## Historique opérationnel
Le Swallow a fait son premier vol le 11 octobre 1957 et est restée en production pendant 11 ans. 115 à 120 Swallow ont été construites malgré la destruction de 2 planeurs dans l'incendie de l'usine,. Une partie de l'incertitude réside dans les kits fournis par Slingsby pour la construction à l'étranger. Le premier prototype à petite envergure a ensuite été reconstruit sous le nom de Reussner Swift. La RAF a utilisé cinq planeurs appelés Swallow T.X. Mk.1, dans son corps d'entraînement aérien. Environ neuf Swallow ont servi à l’association de vol à voile de la Royal Air Force sur des aérodromes du monde entier et l’association équivalente de la Marine royale en comptait quatre. vingt-cinq ont été vendus en Espagne, neuf au Pakistan et quatre en Birmanie. La plupart des autres ont volé dans des clubs au Royaume-Uni, mais quelques-uns sont allés dans les pays du Commonwealth et aux États-Unis.